# Oecetis umbra
Oecetis umbra là một loài Trichoptera trong họ Leptoceridae. Chúng phân bố ở miền Australasia.